# RheinEnergieStadion
RheinEnergieStadion (pronunție în germană [ˌʁaɪ̯n ʔenɛʁˈɡiː ˌʃtaːdi̯ɔn]) este un stadion de fotbal din Köln, Renania de Nord-Westfalia, Germania. El este stadionul oficial al clubului de fotbal 1. FC Köln. Arena a găzduit meciuri la Campionatul Mondial de Fotbal 2006.

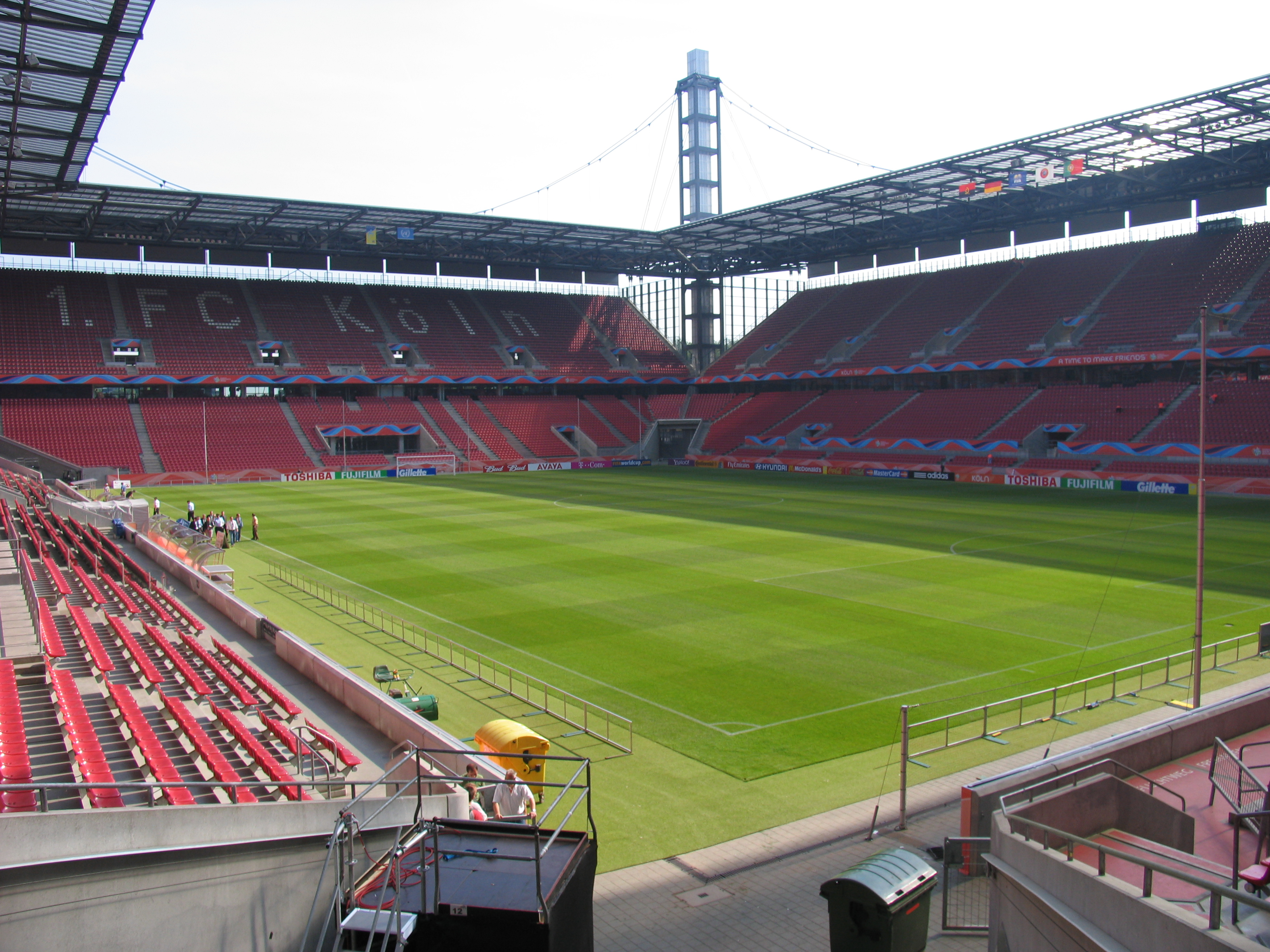

## Campionatul Mondial de Fotbal 2006
Stadionul a găzduit următoarele meciuri la Campionatul Mondial de Fotbal 2006:

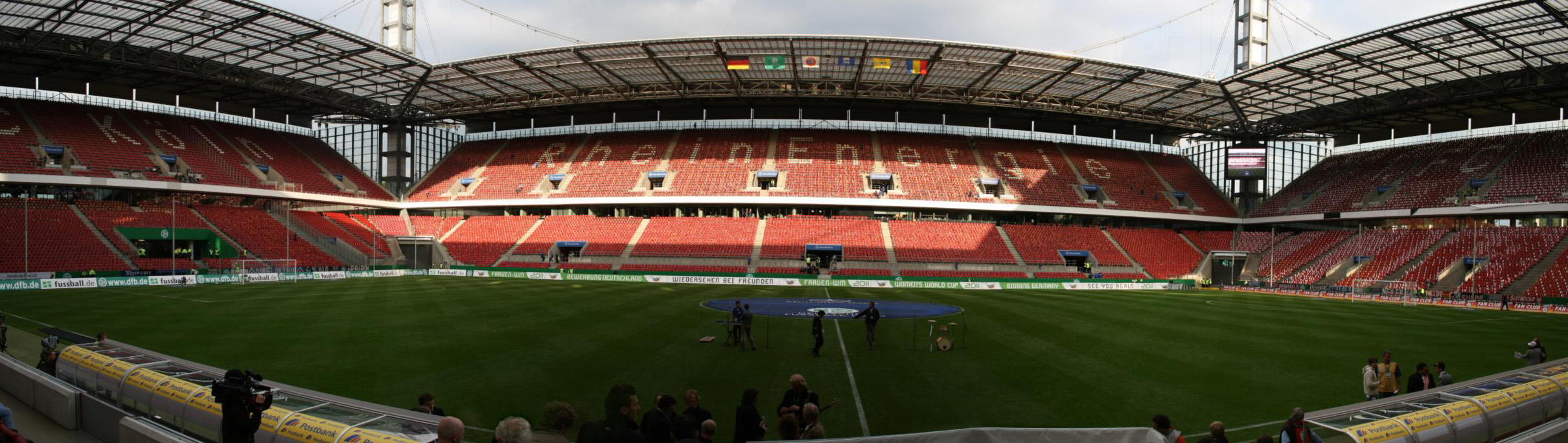
Panoramic view of the stadium.

| Data         | Ora (CET) | Echipa #1 | Rez.       | Echipa #2  | Runda         | Spectatori |
| ------------ | --------- | --------- | ---------- | ---------- | ------------- | ---------- |
| 11 June 2006 | 21:00     | Angola    | 0–1        | Portugalia | Grupa D       | 45,000     |
| 17 June 2006 | 17:00     | Cehia     | 0–2        | Ghana      | Grupa E       | 45,000     |
| 20 June 2006 | 18:00     | Suedia    | 2–2        | Anglia     | Grupa B       | 45,000     |
| 23 June 2006 | 20:00     | Togo      | 0–2        | Franța     | Grupa G       | 45,000     |
| 26 June 2006 | 21:00     | Elveția   | 0–0 (0–3p) | Ucraina    | 1/8 de finală | 45,000     |